# Gates of Dawn
Gates of Dawn è un videogioco di avventura dinamica pubblicato nel 1985 per Commodore 64 dalla Virgin Games. Il protagonista è un cavaliere in armatura che si avventura a piedi in un labirinto dall'aspetto surreale, mostrato con grafica tridimensionale.

## Modalità di gioco
Il giocatore controlla il cavaliere attraverso un labirinto di 8x8 stanze collegate da porte. Ogni stanza è vista in prospettiva tridimensionale fissa, compreso l'effetto del rimpicciolimento del personaggio quando si allontana. Le pareti sono colorate con diversi motivi sgargianti, che danno un effetto "psichedelico".
Ogni volta che si cambia stanza viene mostrata un'animazione a tutto schermo del cavaliere che si allontana lungo un corridoio.
Ciascuna stanza contiene un diverso tipo di pericolo da superare, come ragni, pipistrelli e trappole, e a volte oggetti da raccogliere o indizi scritti sui muri. Per procedere è infatti necessario anche risolvere enigmi.
Il pannello informativo a lato della scena mostra sempre gli oggetti trasportati, fino a cinque. Per ogni oggetto si può aprire un menù con le opzioni esaminare, usare (l'azione specifica va poi digitata testualmente) e lasciare. Inizialmente si possiede una spada, utilizzabile direttamente con il joystick per difendersi da alcuni dei nemici.
Una minimappa viene disegnata man mano che si esplora il labirinto, con una freccia che indica la direzione dell'attuale inquadratura.
Il cavaliere ha una serie di vite e una quantità di energia (chiamata strength, forza), ma le due cose sono indipendenti; alcuni pericoli fanno perdere una vita e altri l'energia, e il gioco termina se si esaurisce una delle due cose.
L'obiettivo finale è scoprire il "segreto della mente", oltrepassando le "porte dell'alba"  (Gates of Dawn) dopo aver trovato quattro oggetti fondamentali sparsi per il labirinto.